# Emilio Bione
Emilio Bione (La Spezia, 1882 – La Spezia, 9 agosto 1957) è stato un baritono italiano.

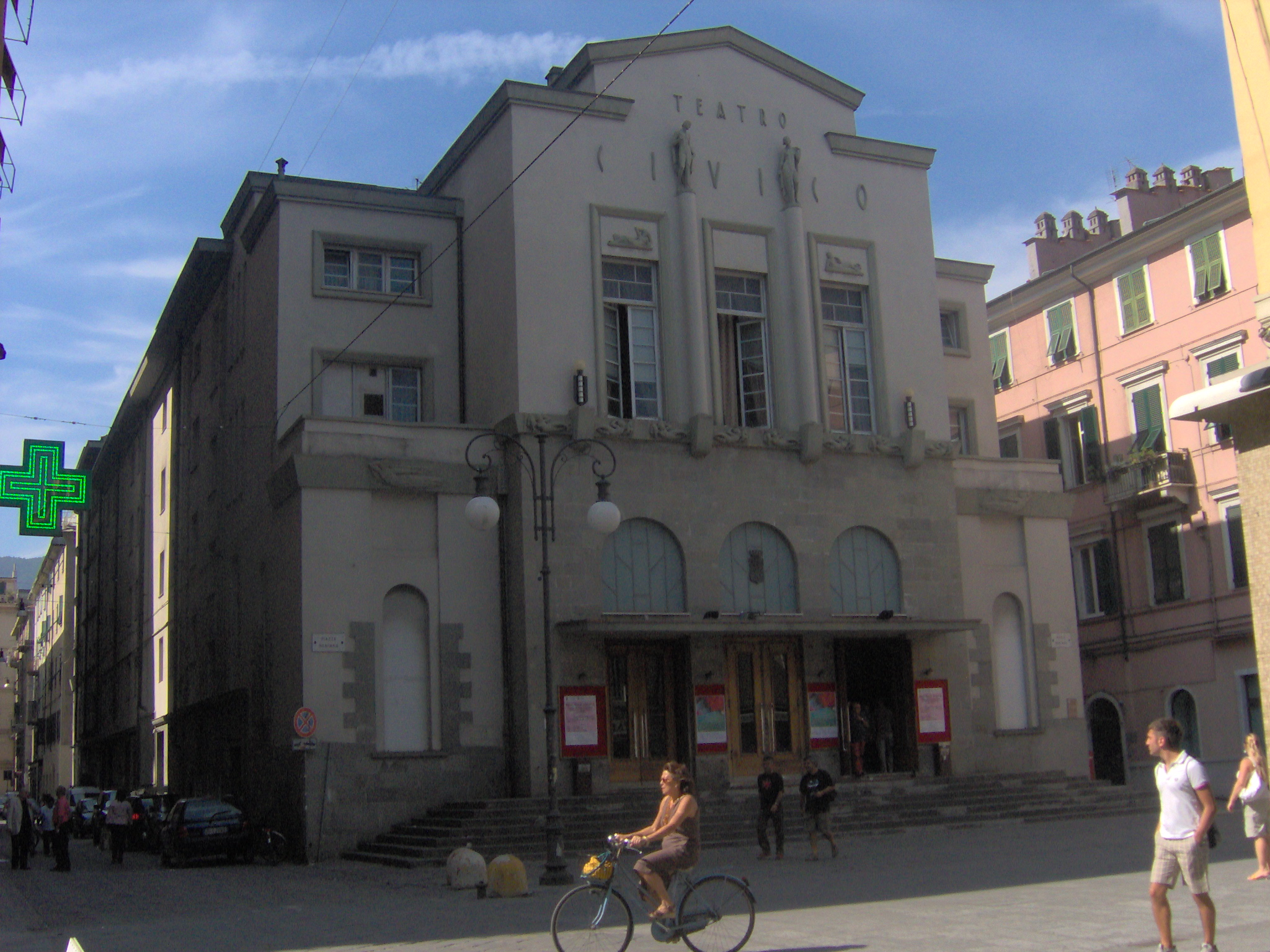
Il Teatro Civico della Spezia

Nel 1905 gli appassionati spezzini ne poterono ascoltare, durante un concerto promosso dalla società Dante Alighieri,  la voce ed il promettente talento: si costituì rapidamente un Comitato cittadino per consentirgli la prosecuzione degli studi musicali. Notato per caso dal Maestro Domenico Cortopassi, che fu colpito dalla sua voce udendolo cantare per gli amici, fu da lui incoraggiato ad affinare gli studi da solista. Nel 1908 fece il suo debutto ufficiale al Teatro Politeama Duca di Genova, ove cantò due sere di seguito, con grande successo di pubblico. All'età di 27 anni, nel 1909 debuttò al Politeama di Firenze, dando così avvio ad un'intensa carriera che lo portò ad interpretare 23 opere liriche nei maggiori teatri nazionali ed internazionali con un costante apprezzamento della critica e raccogliendo caldi consensi di pubblico.
Tra gli altri, il famoso critico musicale del Corriere della Sera Tommaso Montefiore, all'indomani di una rappresentazione di Rigoletto alla Scala di Milano, scrisse che "un monologo e una vendetta come quelli interpretati da Bione raramente possono vedersi nell'interpretazione di altri cantanti".
Ottenne inoltre gli elogi e riscosse l'ammirazione di Umberto Giordano, Ruggero Leoncavallo e Pietro Mascagni, che lo accostarono alle figure di Titta Ruffo e Mattia Battistini; al termine di una recita, Mascagni si rivolse a Bione esclamando: "Che Rigoletto! L'avesse sentito Verdi!".
Il suo temperamento e il caratteristico timbro vocale lo portarono, in effetti, a prediligere il repertorio verdiano: fu, in particolare, un convincente Rigoletto e considerava Ernani come il proprio cavallo di battaglia. Nonostante la fama e gli impegni connessi alla sua prestigiosa carriera, non perse mai i contatti con la sua città, i suoi amici dell'Unione Corale, i suoi concittadini, ai quali lo legava un affetto costantemente ricambiato.
Si devono alla sua generosità alcune strutture dei reparti di Medicina e Chirurgia dell'Ospedale Civile cittadino.
Un grande busto bronzeo, che ritrae Bione, opera dello scultore Rino Mordacci, è esposto nell'atrio del Teatro Civico della Spezia.